# Zdenka Belas
Zdenka Belas, před rokem 2004 vystupující pod jménem Zdeňka Hojková (* 16. března 1978 Ústí nad Labem), je česká sopranistka.

## Životopis
V letech 1993–1996 absolvovala střední pedagogickou školu v Ústí nad Labem.

### Umělecká činnost
Na Státní konzervatoři v Praze absolvovala v letech 1996–2002 obor operní zpěv u profesorky Brigity Šulcové. Soukromě studovala v letech 1995–2003 zpěv v Ústí nad Labem u profesorky Švábové.
V roce 1998 získala cenu dr. Kucharského za absolutní vítězství na celostátní Pardubické soutěži konzervatoří. V roce 1999 získala 3. místo v kategorií juniorek na Mezinárodní soutěži Antonína Dvořáka v Karlových Varech a v roce 2000 získala třetí místo a speciální cenu poroty za interpretaci povinné písně na mezinárodní pěvecké soutěži Mikuláše Schneidra-Trnavského v Trnavě.
Hostovala na různých divadelních scénách, například v roce 2002 v Národním divadle moravskoslezském s rolí Mařenky v Prodané nevěsty, dále například v městských divadlech v Karlových Varech a v Ústí nad Labem a v Severočeském divadle opery a baletu. Hrála i v ústeckém Činoherním studiu.
V roce 2003 absolvovala turné po Skandinávii v roli Rosiny z Rossiniho Lazebníka sevillského. Zpívala na mnohých evropských festivalech (Magdeburg, Mezinárodní festival ve Zvolenu, Mezinárodní festival Petra Dvorského, Opera 2000 a další). V současné době koncertuje zejména v Praze (Rudolfinum, Žofínský palác, prostorách Pražského hradu ad.)
V repertoáru má mimo jiné role Mozartovy Zerliny nebo Elvíry, Mařenky ze Smetanovy Prodané nevěsty, Heleny v Polské krvi od Oskara Nedbala, Rossiniho Rosiny, Purcellovy Dido a mnohé další. Zpívá duchovní skladby, písně i muzikály.
Pro Společnost pro českou hudbu nazpívala společně s dvěma dalšími zpěvačkami a varhanistkou CD Dvořákových písní (Koncert pro Zlonické zvony) a Te Deum. V roce 2007 vydala sólové album 17 Russian Songs s ruskými emotivními romancemi a upravenými národními písněmi 13 různých autorů.
Je čestnou uměleckou ředitelkou Mezinárodního hudebního festivalu Jiřího Lobkowicze.

### Soukromý život
Před rokem 2012 byla partnerkou Jiřího Lobkowicze. 22. prosince 2011 se jim v pražské podolské porodnici narodil syn Robert Christian Lobkowicz a následně 15. června 2012 uzavřeli sňatek. Dne 2. března 2014 se jim narodil druhý syn Jacob Alexander. V roce 2021 oznámili manželé rozvod.